# Pīleh Maḩalleh
Pīleh Maḩalleh är en ort i Iran.   Den ligger i provinsen Gilan, i den norra delen av landet, 200 km nordväst om huvudstaden Teheran. Pīleh Maḩalleh ligger 225 meter över havet och antalet invånare är 144.
Terrängen runt Pīleh Maḩalleh är kuperad norrut, men söderut är den bergig. Runt Pīleh Maḩalleh är det ganska tätbefolkat, med 149 invånare per kvadratkilometer. Närmaste större samhälle är Lāhījān, 15,1 km norr om Pīleh Maḩalleh. I omgivningarna runt Pīleh Maḩalleh växer i huvudsak blandskog.